# Ueli Maurer
Ueli Maurer  (Wetzikon, 1 december 1950) is een Zwitsers voormalig politicus van de Zwitserse Volkspartij (SVP/UDC) uit het kanton Zürich. Van 1 januari 2009 tot 31 december 2022 was hij lid van de Bondsraad. Hij was bondspresident van Zwitserland in 2013 en 2019.

## Biografie
Van 1978 tot 1986 was Maurer gemeenteraadslid in Hinwil. Van 1983 tot 1991 maakte hij deel uit van het kantonsraad van Zürich, het kantonnaal parlement van Zürich. Bij de federale parlementsverkiezingen van 1991 werd hij voor het eerst verkozen als lid van de Nationale Raad. Van 1996 tot 2008 was hij voorzitter van de Zwitserse Volkspartij.

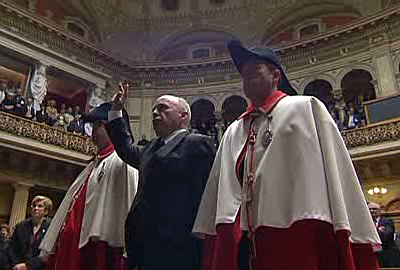
Eedaflegging van Maurer als lid van de Bondsraad. Bern, Federaal Paleis, 10 december 2008.

Op 10 december 2008 werd Maurer gekozen als lid van de Zwitserse Bondsraad. Hij trad aan op 1 januari 2009 en leidde tot en met 2015 het Departement van Defensie, Volksverdediging en Sport. In 2016 werd hij hoofd van het Departement van Financiën. In 2012 was Maurer vicepresident van Zwitserland, waarna hij in 2013 bondspresident werd. In 2019 was hij opnieuw bondspresident, nadat hij in 2018 nogmaals vicepresident was geweest.

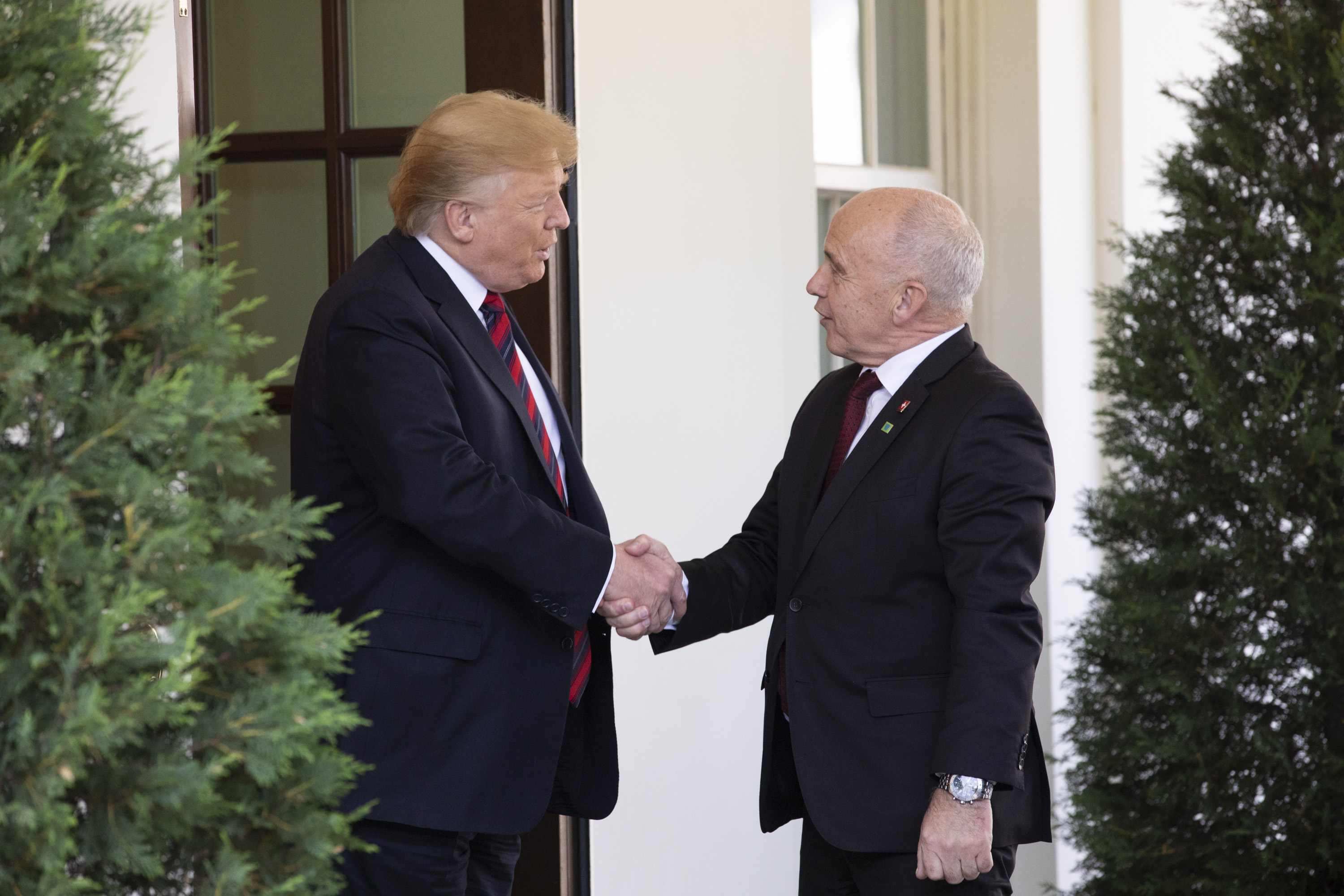
Maurer wordt ontvangen door de Amerikaanse president Donald Trump. Washington D.C., Witte Huis, 16 mei 2019.

Tijdens zijn tweede bondspresidentschap bezocht Maurer op 16 mei 2019 de Amerikaanse president Donald Trump in het Oval Office. Hij werd daarmee de eerste Zwitserse bondspresident ooit die in het Witte Huis werd ontvangen.
Op 30 september 2022 kondigde Maurer zijn ontslag uit de Bondsraad aan tegen het einde van het jaar 2022.
- Base de données des élites suisses: 50277
- Gemeinsame Normdatei: 1023936070
- Historisch woordenboek van Zwitserland: 049422
- International Standard Name Identifier: 0000 0001 1132 5853
- Système universitaire de documentation: 253572851
- Zwitserse Bondsvergadering: 146
- Virtual International Authority File: 161789385
- WorldCat: E39PBJqbhqt9MXGVF7vM89RdwC